# Parafia św. Małgorzaty w Graboszewie
Parafia Świętej Małgorzaty w Graboszewie jest jedną z 7 parafii leżącą w granicach dekanatu strzałkowskiego. Erygowana w 1337 roku.

## Dokumenty
Księgi metrykalne: 
- ochrzczonych od 1794 roku
- małżeństw od 1795 roku
- zmarłych od 1794 roku